# Karl Kelchen
Karl Kelchen (fl. XX secolo) è stato un calciatore ungherese, di ruolo attaccante.

## Carriera

### Club
Dal 1919 al 1925 ha giocato nella massima serie ungherese con il Vasas Budapest. Nella stagione 1925-1926 ha giocato in Terza Divisione (la terza serie italiana dell'epoca) con il Faenza, conquistando la promozione nella categoria superiore in seguito alla vittoria del campionato.

### Nazionale
Ha giocato 2 partite con la nazionale ungherese.

## Palmarès

### Club

#### Competizioni regionali
- Campionato italiano di terza divisione: 1

Faenza: 1925-1926